# 鹿马登乡
鹿马登乡，是中华人民共和国云南省怒江傈僳族自治州福贡县下辖的一个乡镇级行政单位，人口1.2977万（2000年）。

## 行政区划
鹿马登乡下辖以下地区：
鹿马登村、亚坪村、赤洒底村、娃吐娃村、麻甲底村、巴甲朵村、腊马洛村、布拉底村和赤恒底村。